# Shenandoah (filme)
Shenandoah (bra: Shenandoah; prt: O Vale da Honra) é um filme estadunidense de 1965, dos gêneros aventura, drama, faroeste, guerra e romance, dirigido por Andrew V. McLaglen, roteirizado por James Lee Barrett e musicado por Frank Skinner.

## Sinopse
Na Guerra de Secessão, Charlie Anderson é um agricultor fazendeiro que tenta manter sua família afastada do conflito, tomando a seguinte atitude: não se envolver na Guerra, pois acredita que aquela “não é a sua guerra”, pois é contra os do Sul, devido a ser contra o esclavagismo, e contra os do Norte, por ser contra a guerra., mas quando o seu filho caçula é levado pelos nortistas, confundido como um combatente sulista, e feito prisioneiro por rebeldes do exército do Norte, decide lutar por aquilo que considera ser o mais importante: a família..
Mas o seu filho é tão afectado pela guerra que, quando Charlie o encontra, sem querer o caçula mata um irmão seu, julgando que era um inimigo. A surpresa é logo substituída pela fúria e pela ira, e Charlie tenta matá-lo para se vingar, mas depois ele compreende tudo, e manda o filho embora para que el possa suportar sozinho este trauma. No fim, Charlie percebe que, com esta guerra, perdeu três filhos de uma rajada só: o que ele procurava, o que ficou a tomar conta de Shenandoah, cuja mulher também foi barbaramente assassinada por rebeldes, e o filho mais velho, que ele muito adorava. Com grande coragem e heroísmo, Charlie consegue manter a sua família e ultrapassar a situação, fazendo de Shenandoah O VALE DA HONRA. Mas a maior surpresa é que, quando Charlie e a sua família estão na missa, o filho que ele procurou entra pela porta da Igreja a coxear. Ao contrário do que se esperava, Charlie fica tão comovido por tal milagre ter acontecido, e tanto a sua felicidade como a da sua família ficam definitivamente completas, no meio de um país em chamas.

## Elenco
- James Stewart ....... Charlie Anderson
- Doug McClure ....... Tenente Sam
- Glenn Corbett ....... Jacob Anderson
- Patrick Wayne ....... James Anderson
- Rosemary Forsyth ....... Jennie Anderson
- Phillip Alford ....... Menino Anderson
- Katharine Ross ....... Mrs. Ann Anderson
- Charles Robinson ....... Nathan Anderson
- Jim McMullan ....... John Anderson (como James McMullan)
- Tim McIntire ....... Henry Anderson
- Gene Jackson ....... Gabriel (como Eugene Jackson Jr.)
- Paul Fix ....... Dr. Tom Witherspoon
- Denver Pyle ....... Pastor Bjoerling
- George Kennedy ....... Coronel Fairchild
- James Best ....... Carter, soldado sulista